# Larix
Larix es un género de árboles de la familia de las pináceas dentro de las coníferas. Son llamados comúnmente lárice o alerces; contiene unas trece especies. 
Son árboles caducifolios, con hojas aciculares, suaves, verdes, brillantes, en grupos de fascículos de 15 a 40 sobre braquiblastos; las agujas se vuelven amarillas y caen  a finales de otoño, saliendo de los árboles deshojados con el invierno. Los alerces miden entre 15 y 50 m de altura; son las plantas dominantes en los inmensos bosques boreales de Rusia y de Canadá.

## Especies y clasificación
Hay 10-14 especies; aquellas marcadas con un asterisco (*) en la lista inferior no son aceptadas como especies distintas por todas las autoridades.[cita requerida] En el pasado, la longitud de la bráctea del cono a menudo se usó para dividir los alerces en dos secciones (secc. Larix con brácteas cortas y secc. Multiserialis con brácteas largas), pero la evidencia genética no apoya esta división, apuntando en lugar de ello a una división genética entre las especies del Viejo Mundo y del Nuevo Mundo, siendo el cono y el tamaño de la bráctea meras adaptaciones a las condiciones climáticas. Estudios genéticos más recientes han propuesto tres grupos dentro del género, con una división primaria entre las especies de Norteamérica y las euroasiáticas, y una división secundaria de las euroasiáticas entre las especies de bráctea corte septentrional y especies de brácteas largas meridionales; hay cierta disputa sobre la posición de Larix sibirica, una especie de bráctea corta que se encuentra en el grupo de bráctea corta según algunos de los estudios y en el grupo de bráctea larga según otros.

### Eurasia

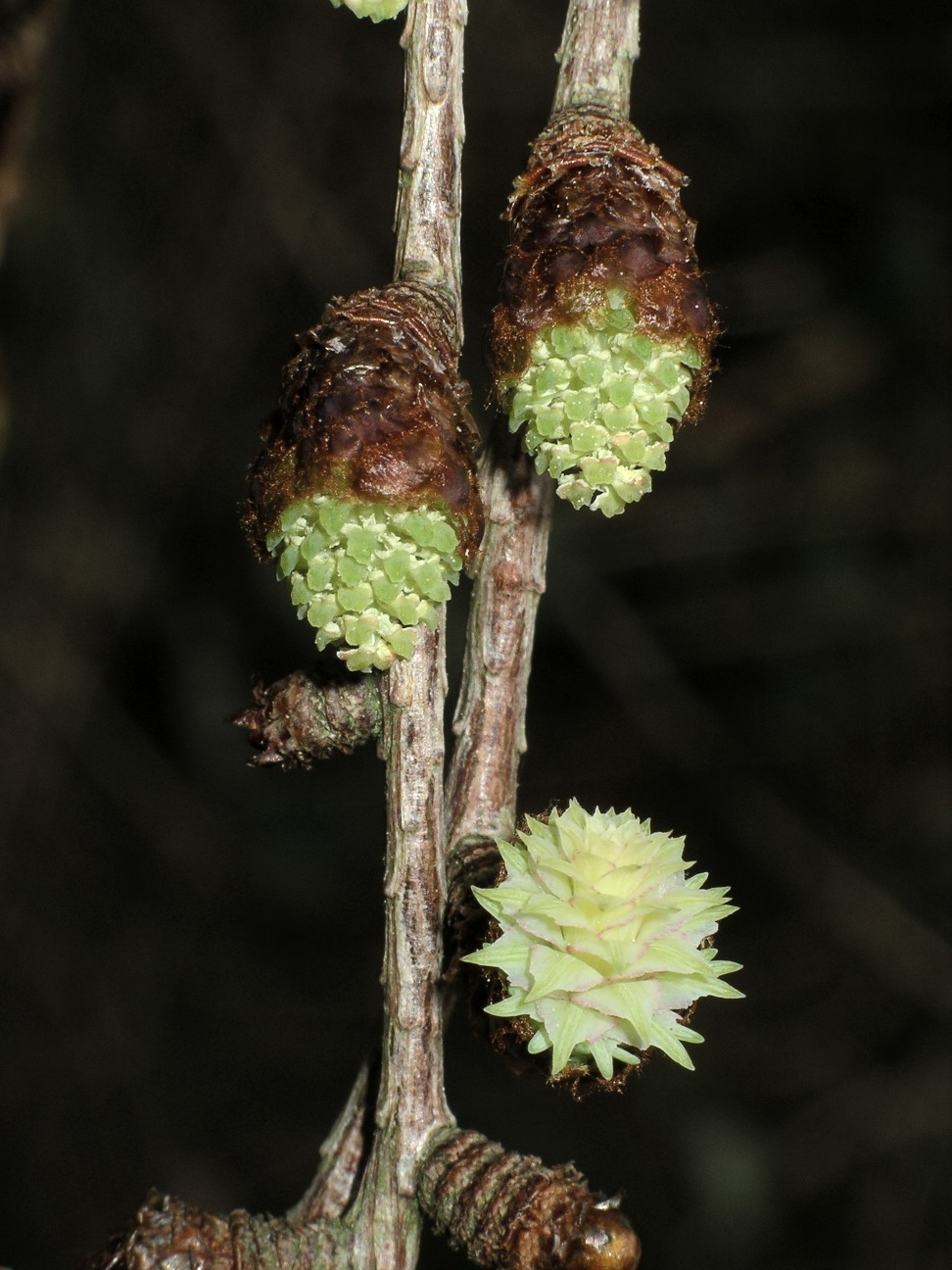
Conos masculino (arriba) y femenino (abajo a la derecha) de alerce del Japón emergiendo en la primavera.

#### Septentrional, bráctea corta
- Larix decidua (sin. L. europaea) Alerce europeo. Montañas del centro de Europa.
- Larix sibirica Alerce de Siberia. Llanuras del oeste de Siberia.
- Larix gmelinii (sin. L. dahurica) Alerce de Gmelin. Llanuras del centro de Siberia.
  - Larix gmelinii var. olgensis a veces es tratado como una especie distinta, Larix olgensis.[3]
- Larix cajanderi (sin. L. dahurica). Llanuras de Siberia oriental.
- Larix kaempferi (sin. L. leptolepis) Alerce del Japón. Montañas del centro de Japón.
- Larix principis-rupprechtii. Montañas del norte de China (Shanxi, Hebei).

#### Meridional, bráctea larga

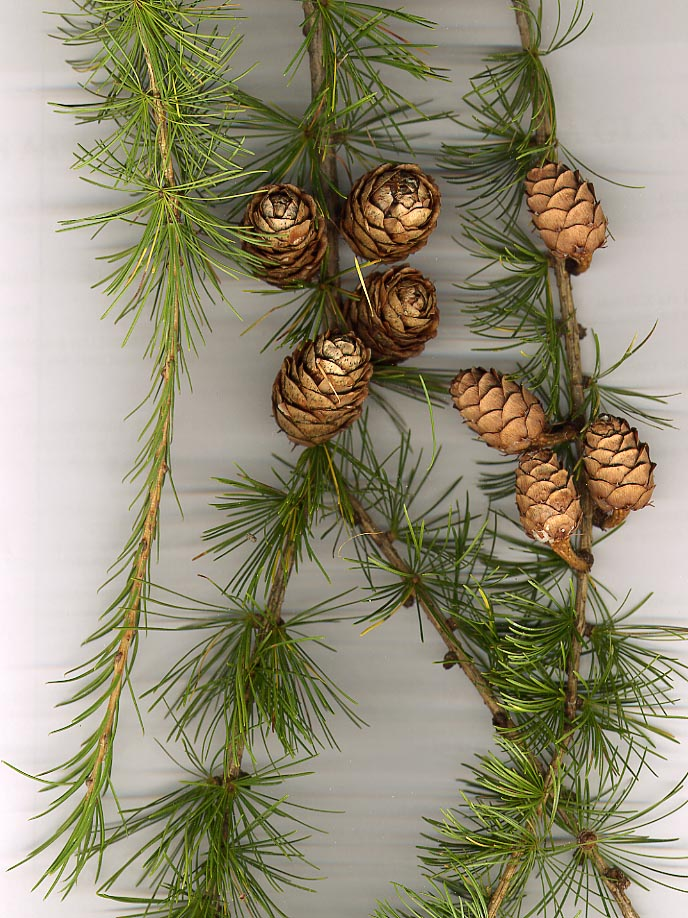
Alerce europeo: follaje y conos.

- Larix potaninii. Montañas del suroeste de China (Sichuan, Yunnan septentrional).
- Larix himalaica *. Montañas del centro del Himalaya.
- Larix mastersiana. Montañas del oeste de China.
- Larix speciosa *. Montañas del suroeste de China (suroeste de Yunnan), noreste de Birmania.
- Larix griffithii (sin. L. griffithiana) Alerce del Himalaya. Montañas del este del Himalaya.

### Norteamérica
- Larix laricina Alerce tamarack. Partes de Alaska y por todo Canadá y el norte de Estados Unidos desde el este de las Montañas Rocosas hasta la orilla del Atlántico.
- Larix lyallii. Montañas del noroeste de Estados Unidos y el suroeste de Canadá, a muy gran altitud.
- Larix occidentalis Alerce americano occidental. Montañas del noroeste de Estados Unidos y suroeste de Canadá, en altitudes inferiores.

La mayor parte de las especies, si no todas, pueden hibridarse en cultivo. El híbrido más conocido es el Abeto híbrido de Dunkeld Larix × marschlinsii (sin. Larix × eurolepis, un nombre no legítimo), que surgió más o menos simultáneamente en Suiza y Escocia cuando el alerce europeo (L. decidua) y el alerce del Japón (L. kaempferi) se hibridaron cuando estaban plantados juntos.
El alerce se usa como planta de alimentación por las larvas de una serie de especies de lepidópteros. Los alerces se inclinan por padecer la enfermedad antracnosis fúngica Lachnellula willkommii (Antracnosis del alerce); este es particularmente un problema en los lugares que tienden a tener heladas tardías en primavera, que causan heridas menores a los árboles, permitiendo la entrada de las esporas del hongo.